# Arvi Hänninen
 Arvi Albin Hänninen, född 15 juli 1905 i S:t Michel, död 27 oktober 1959 i Uleåborg, var en finländsk sångare.

## Biografi
Hänninen föddes i S:t Michel, men på 1920-talet flyttade familjen till Uleåborg, där Hänninen började arbeta vid Åströms läderfabrik. Anställningen varade in på 1950-talet. 1933 inleddes karriären som skivinspelande artist och han blev, vid sidan om Kaarlo Kytö, den förste finländaren att göra skivinspelningar i London. De första inspelningarna gjordes för Niilo Saarikkos företag Levytukku, men snart började Hänninen sjunga för såväl Polydor som Edison Bell. Polydor-inspelningarna gjordes i Berlin tillsammans med Walter Schützes filmorkester, i vilken även Paavo Raivonen medverkade, och Edison Bell-inspelningarna gjordes i London, där även Kauno Raivio och Saarikko sjöng på skiva. 
1933 gjorde Hänninen, Saarikko och Raivonen inspelningar för Rektophon tillsammans med dess studioorkester. Åren 1934–1935 gjorde Hänninen skivinspelningar med Bellaccord-orkestern, dirigerad av Theodor Weisch. 1935 började Hänninen göra skivinspelningar tillsammans med Eugen Malmstén och Rytmi-Pojat. De sista inspelningarna gjorde Hänninen 1938 för företaget Sointu. 
På 1950-talet startade Hänninen egen läderverksamhet i Uleåborg. Hans hälsa hade aldrig varit stark och den 27 oktober 1959 avled han till följd av en hjärtinfarkt.